# نهار یکشنبه
نهار یکشنبه (ایتالیایی: Il pranzo della domenica) یک فیلم کمدی ایتالیایی به کارگردانی کارلو وانتسینا است که در سال ۲۰۰۳ منتشر شد.

## بازیگران
- ماسیمو گینی
- النا سوفیا ریچی
- سرجو دی جولیو
- گالاتئا رانتسی
- روکو پاپالئو
- مائوریتسیو ماتیولی
- جووانا رالی
- مارکو مسری
- جانفرانکو بارا
- لوئیجی مونتینی
- باربارا دِ روسی
- پائولو کالابرزی
- لوردانا مارتینز